# Gmina Szczaniec
Die Gmina Szczaniec ist eine Landgemeinde im Powiat Świebodziński der Woiwodschaft Lebus in Polen. Ihr Sitz ist das gleichnamige Dorf (deutsch Stentsch) mit etwa 1500 Einwohnern.

## Geographie
Die Gemeinde liegt in Niederschlesien und grenzt im Westen an die Gemeinde der Kreisstadt Świebodzin (Schwiebus).

## Gliederung
Zur Landgemeinde (gmina wiejska) Szczaniec gehören 11 Dörfer (deutsche Namen amtlich bis 1945) mit Schulzenamt (sołectwo):
- Brudzewo (Brausendorf)
- Dąbrówka Mała (Klein Dammer)
- Kiełcze (Keltschen)
- Koźminek (Koschmin)
- Myszęcin (Muschten)
- Ojerzyce (Oggerschütz) mit dem Herrenhaus
- Opalewo (Oppelwitz)
- Smardzewo (Schmarse)
- Szczaniec (Stentsch)
- Wilenko (Zion)
- Wolimirzyce (Walmersdorf)

Nowe Karcze (Neuvorwerk) ist eine kleine Ortschaft mit 50 Einwohnern ohne Schulzenamt.

## Persönlichkeiten
- Ferdinand Noske (1857–1931), deutscher Politiker (DNVP).